# چه جونگ آن
این یک نام کره‌ای است؛ نام خانوادگی جانگ است.  بر روی صحنه یا به صورت مستعار با  نام خانوادگی چه شناخته‌ می‌شود.
چه جونگ آن (کره‌ای: 채정안؛ زادهٔ جانگ جونگ آن در ۲۱ اکتبر ۱۹۷۷) بازیگر و خواننده اهل کره جنوبی است.

## فیلم‌شناسی

### فیلم
| سال  | عنوان                  | نقش           |
| ---- | ---------------------- | ------------- |
| ۱۹۹۸ | پیشامدها               |               |
| ۲۰۰۳ | به سمت تو میام         | کیونگ آه      |
| ۲۰۰۵ | جاده طولانی و پرپیچ‌وخم | اون یونگ      |
| ۲۰۰۸ | سلام دختر مدرسه‌ای      | کوان ها کیونگ |
| ۲۰۱۴ | بابا برای اجاره        | می یون        |
| ۲۰۱۶ | دو اتاق، دو شب         | یون جو        |

### مجموعه تلویزیونی
| سال  | عنوان                                        | نقش                     |
| ---- | -------------------------------------------- | ----------------------- |
| ۱۹۹۶ | سه پسر و سه دختر                             | چه جونگ آن              |
| ۱۹۹۸ | پلنگ کلیمانجارو                              | ما ری                   |
| ۱۹۹۸ | کراش                                         | جی یونگ                 |
| ۱۹۹۸ | درنای کاغذی                                  | جونگ یو اوک             |
| ۲۰۰۰ | دانه‌های برف                                  | سو جی هو                |
| ۲۰۰۱ | مینا                                         | کیم سو ریون / پارک مینا |
| ۲۰۰۳ | بر فراز زمین‌های سبز                          | سون سون هو              |
| ۲۰۰۳ | دویدن                                        | کانگ هی یا              |
| ۲۰۰۴ | ام‌بی‌سی بست تئاتر – «قطاری که به گومسک می‌رود» | یو جا                   |
| ۲۰۰۴ | امپراتور دریا                                | بانو چه ریونگ           |
| ۲۰۰۷ | کافه پرنس                                    | هان یو جو               |
| ۲۰۰۹ | هابیل و قابیل                                | کیم سو یون              |
| ۲۰۰۹ | خون‌گرم                                       | کیم جه هی               |
| ۲۰۱۰ | ملکه وارونه                                  | بک یو جین               |
| ۲۰۱۳ | وقتی یک مرد عاشق می‌شود                       | بک سونگ جو              |
| ۲۰۱۳ | درام ویژه – «نوآر شما»                       | جین یی هیون             |
| ۲۰۱۳ | نخست‌وزیر و من                                | سو هه جو                |
| ۲۰۱۴ | یک برگ نو                                    | یو جونگ سون             |
| ۲۰۱۵ | یونگ پال                                     | لی چه یونگ              |
| ۲۰۱۵ | باشگاه دوست‌دختران سابق                       | بک سونگ یی (قسمت ۱)     |
| ۲۰۱۶ | هنرمندان                                     | یو مین جو               |
| ۲۰۱۷ | تن به تن                                     | سونگ می اون             |
| ۲۰۱۸ | کت و شلوارها                                 | هونگ ها دام             |
| ۲۰۱۹ | خیلی قانونی                                  | مین جو کیونگ            |
| ۲۰۲۱ | خانه مجله ماهانه                             | یو یی جو                |
| ۲۰۲۳ | خانواده                                      | اوه چون ریون            |

### مجموعه اینترنتی
| سال  | عنوان        | نقش         | منابع  |
| ---- | ------------ | ----------- | ------ |
| ۲۰۲۲ | پادشاه خوک‌ها | کانگ جین آه | [ ۲۰ ] |

### برنامه تلویزیونی
| سال  | عنوان              | نقش   | منابع  |
| ---- | ------------------ | ----- | ------ |
| ۲۰۲۳ | اتاق عشق میونگ‌دونگ | منیجر | [ ۲۱ ] |